# Vesce jaune
Vicia lutea
Espèce
Classification phylogénétique
La vesce jaune (Vicia lutea) est une espèce de plantes à fleurs de la famille des Fabacées.

## Description
C'est une plante herbacée grimpante aux feuilles terminées par des vrilles. Les fleurs sont blanc jaunâtre.

### Caractéristiques
Organes reproducteurs
- Couleur dominante des fleurs : jaune
- Période de floraison : juin-août
- Inflorescence : racème simple
- Sexualité : hermaphrodite
- Pollinisation : entomogame

Graine
- Fruit : gousse
- Dissémination : épizoochore

Habitat et répartition
- Habitat type : annuelles commensales des cultures basophiles
- Aire de répartition : européen méridional

Données d'après : Julve, Ph., 1998 ff. - Baseflor. Index botanique, écologique et chorologique de la flore de France. Version : 23 avril 2004.

## Statut de protection
En France, l'espèce figure sur la Liste rouge régionale des plantes du Nord-Pas-de-Calais.

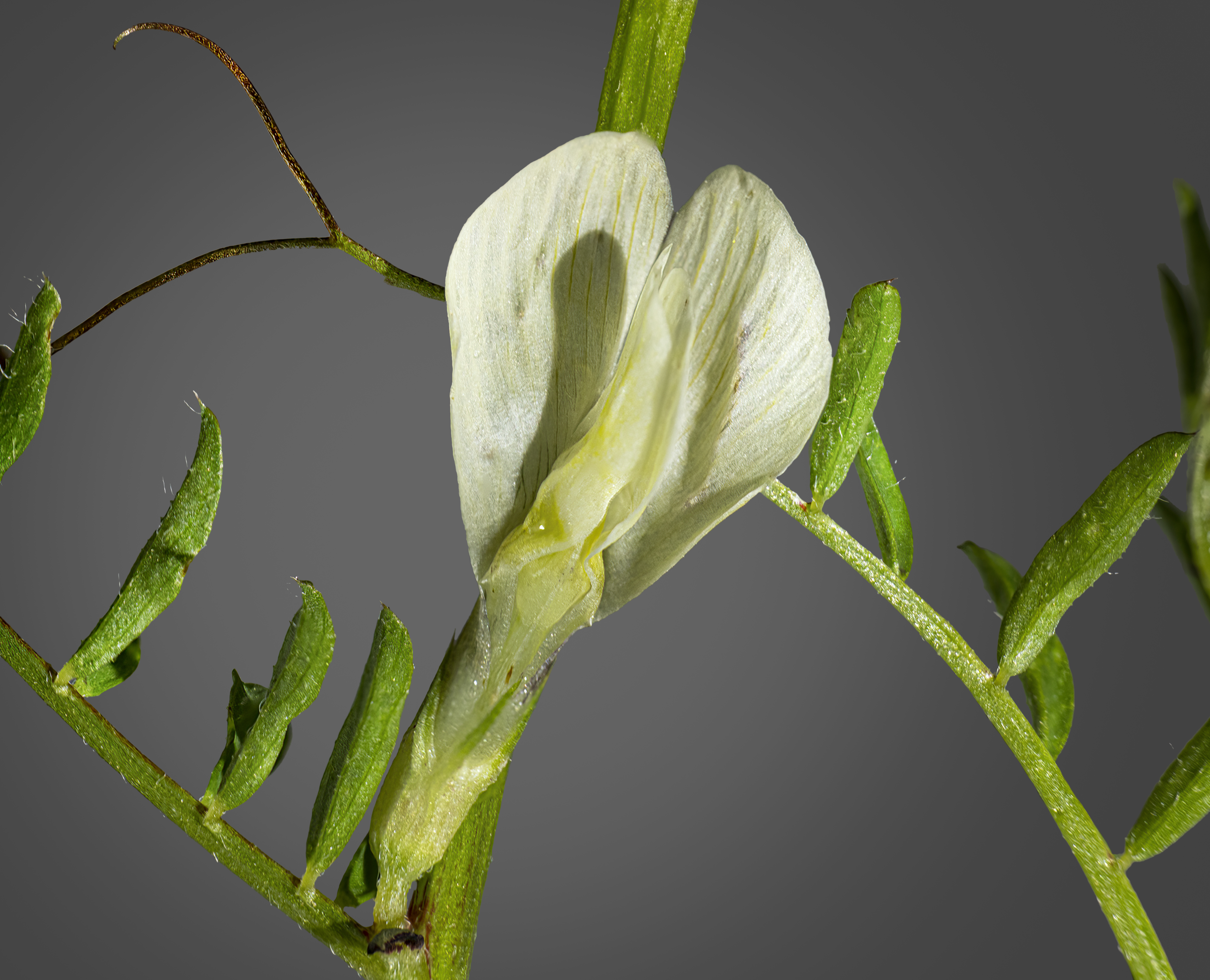
Fleur.
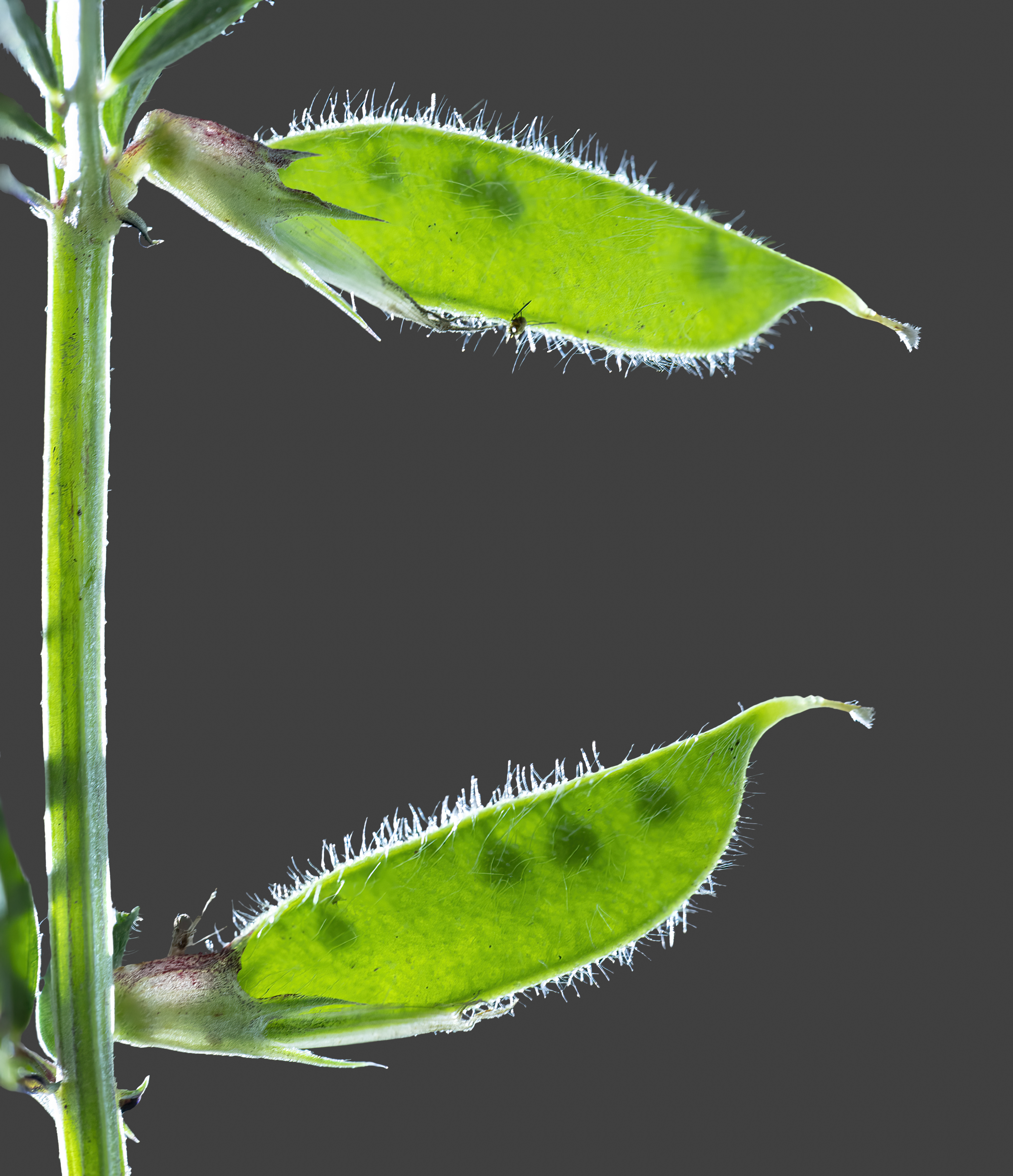
Fruits immatures.